# Jerry O'Connell
Jeremiah "Jerry" O'Connell (sinh ngày 17 tháng 2 năm 1974) là một nam diễn viên người Mỹ.

## Danh sách phim

### Điện ảnh
| Năm  | Tên                                          | Vai                                | Ghi chú                 |
| ---- | -------------------------------------------- | ---------------------------------- | ----------------------- |
| 1986 | Stand by Me                                  | Vernon "Vern" Tessio               |                         |
| 1988 | Police Academy 5: Assignment Miami Beach     |                                    | Không được ghi danh     |
| 1993 | Calendar Girl                                | Scott Foreman                      |                         |
| 1995 | Ranger, the Cook and the Hole in the Sky     |                                    |                         |
| 1996 | Joe's Apartment                              | Joe                                |                         |
| 1996 | Jerry Maguire                                | Frank "Cush" Cushman               |                         |
| 1997 | Scream 2                                     | Derek Feldman                      |                         |
| 1998 | Can't Hardly Wait                            | Trip McNeely                       | Không được ghi danh     |
| 1999 | The Beast of Today                           | Fabian                             |                         |
| 1999 | Body Shots                                   | Michael Penorisi                   |                         |
| 2000 | Clayton                                      |                                    |                         |
| 2000 | Mission to Mars                              | Phil Ohlmyer                       |                         |
| 2001 | Tomcats                                      | Michael Delaney                    |                         |
| 2002 | The New Guy                                  | Highland Party Twin                |                         |
| 2002 | Buying the Cow                               | David Collins                      |                         |
| 2003 | Kangaroo Jack                                | Charlie Carbone                    |                         |
| 2004 | Fat Slags                                    | Sean Cooley                        |                         |
| 2004 | First Daughter                               |                                    | Nhà sản xuất, biên kịch |
| 2005 | Yours, Mine and Ours                         | Max Algrant                        |                         |
| 2006 | The Alibi                                    | Businessman                        |                         |
| 2006 | Man About Town                               | David Lilly                        |                         |
| 2006 | Room 6                                       | Lucas Dylan                        |                         |
| 2008 | The Parody Video Tom Cruise Wants You to See | Tom Cruise                         | Phim ngắn               |
| 2009 | Baby on Board                                | Curtis                             |                         |
| 2009 | Obsessed                                     | Ben                                |                         |
| 2010 | Piranha 3-D                                  | Derrick Jones                      |                         |
| 2010 | Superman/Shazam!: The Return of Black Adam   | Captain Marvel                     | Phim ngắn               |
| 2013 | Scary Movie 5                                | Christian Grey                     |                         |
| 2014 | Veronica Mars                                | Sheriff Dan Lamb                   |                         |
| 2014 | Space Station 76                             | Steve                              |                         |
| 2014 | The Lookalike                                | Joe Mulligan                       |                         |
| 2015 | Justice League: Throne of Atlantis           | Clark Kent / Superman (lồng tiếng) |                         |
| 2016 | Justice League vs. Teen Titans               | Clark Kent / Superman (lồng tiếng) |                         |
| 2017 | Justice League Dark                          | Clark Kent / Superman (lồng tiếng) |                         |
| 2017 | Wish Upon                                    | Alex                               | Không được ghi danh     |
| 2018 | The Death of Superman                        | Clark Kent / Superman              | Lồng tiếng              |